# Cumbión
El cumbión es un tipo de música y baile del folklore de Colombia. Es un tipo de cumbia más alegre y de movimientos más rápidos, preponderante en la costa del  Atlántico. La música tiene el doble de velocidad de compás de la cumbia. Sus rasgos estilísticos presentan una característica afro-colombiana. El traje tradicional del baile presenta una gran influencia española.